# Batalla de Konotop (2022)
La batalla de Konotop fue un enfrentamiento militar que tuvo lugar alrededor de la ciudad de Konotop, Ucrania, entre las fuerzas militares de Rusia y Ucrania.

## Batalla

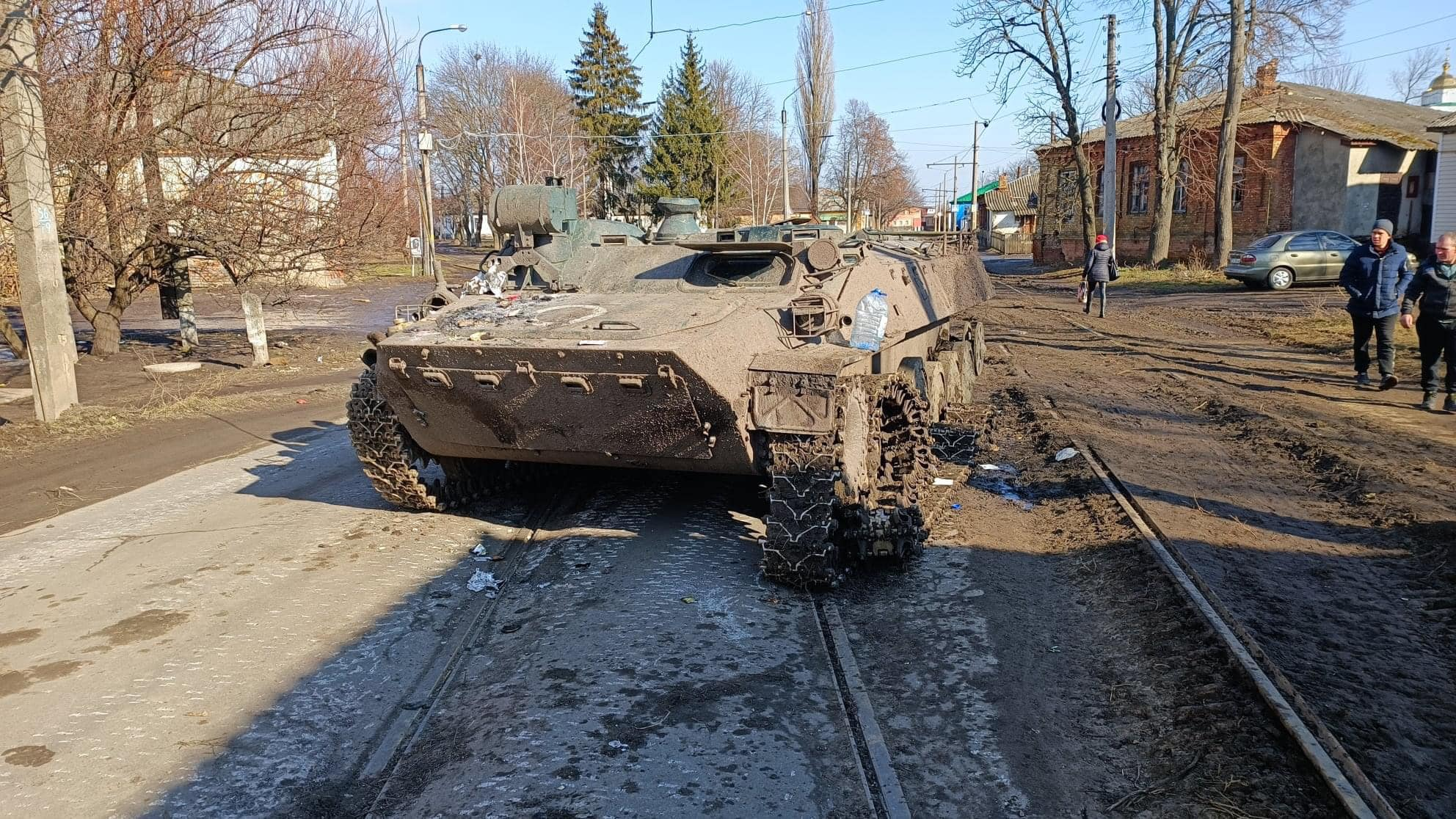
Un 9K114 Shturm ruso destruido en la batalla.

### Primera fase
A las 3:35 (UTC+2) del 24 de febrero, las fuerzas rusas que avanzaban desde el noreste rodearon la ciudad de Konotop y la sitiaron. A pesar de los intentos de las fuerzas rusas de abrirse paso, las fuerzas ucranianas rechazaron el ataque. El equipo ruso estaba ardiendo en la ciudad en la mañana del 25 de febrero, y las fuerzas rusas que asediaban la ciudad estaban mal abastecidas.
Las ciudades de Sumy y Konotop son las únicas dos ciudades en el noreste de Ucrania que han logrado repeler con éxito el avance de las tropas rusas.

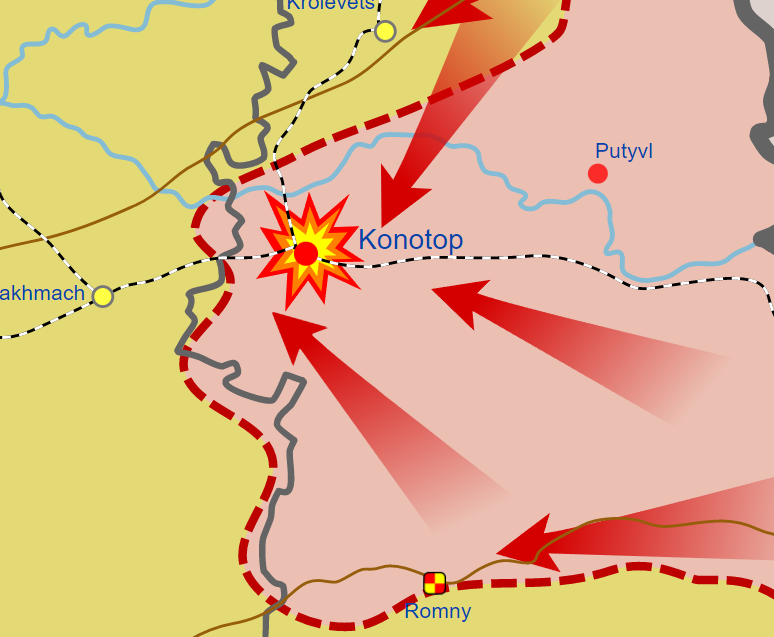
Situación del frente tras la segunda fase del enfrentamiento

Según el ejército ucraniano, las fuerzas gubernamentales perdieron el control de la ciudad el 25 de febrero tras un nuevo ataque ruso.

## Secuelas
El 2 de marzo, Artem Seminikhin, el alcalde de Konotop, declaró que las fuerzas rusas en la ciudad le advirtieron que bombardearían la ciudad si los residentes se resistían a ellos. Sin embargo, según un video, Seminikhin preguntó a los residentes de la ciudad si querían luchar o rendirse, tras lo cual los residentes se negaron "abrumadoramente" a rendirse.
Más tarde en el día, las autoridades de la ciudad comenzaron las negociaciones con las fuerzas rusas, con conversaciones que duraron 12 minutos. Se llegó a un acuerdo en virtud del cual las fuerzas rusas aceptaron no cambiar el gobierno de la ciudad, desplegar tropas en la ciudad, obstruir el transporte o retirar la bandera ucraniana. A cambio, los funcionarios de la ciudad acordaron que los residentes no atacarían a las fuerzas rusas.
El 3 de abril, el diputado ucraniano Olexander Kachura declaró en Twitter que todas las fuerzas rusas habían abandonado el raión de Konotop. El 4 de abril de 2022, el gobernador del óblast de Sumy, Dmytro Zhyvytskyi, declaró que las tropas rusas ya no ocupaban ninguna ciudad o pueblo del óblast y se habían retirado en su mayoría, mientras que las tropas ucranianas estaban trabajando para expulsar a las unidades restantes.